# José Boix Nicolau
José Boix Nicolau (València ?; València, 24 Setembre de 1712.) fou un cantant i compositor valencià.
En 1699 se li va concedir una gratificació per suplir al subdiaca, i el 22 de maig de 1700 va ser nomenat subdiaca de la catedral de València. Se li va encarregar-se dels "infantillos", 1 setembre de 1707, com a successor de Pedro Oyanarte, així com de la vacant de mestre per mort d'Antonio Teodoro Ortells.
L'existència d'un altre José Boix Cavaller, nomenat tenor en 1698, suplent de subdiaca en 1699 i encarregat dels en 1725, pot causar confusió en les obres assenyalades com de Boix, ja que, a excepció feta d'una Missa que expressament diu ser de "Boix i Nicolau", en les altres només s'indica "Boix".
Les seves composicions principals són lletanies, salms i seqüències.